# Miranda (Venezuela)
Pour les articles homonymes, voir Miranda.
Miranda est une ville de l'État de Carabobo au Venezuela, capitale de la paroisse civile de Miranda et chef-lieu de la municipalité de Miranda.